# Domenico Mombelli
Domenico Mombelli (13 de enero de 1755, Villanova Monferrato - 15 de marzo de 1835, Bolonia) fue un tenor y compositor de ópera italiano. 

## Biografía
Domenico Mombelli nació el 13 de enero de 1755 en Villanova Monferrato. Fue el cabeza de una distinguida familia de cantantes y músicos que incluía a su primera esposa, Luisa Laschi, quien creó el papel de la condesa Almaviva en Las bodas de Fígaro; su segunda esposa, Vincenza Viganò-Mombelli, quien escribió el libreto de Demetrio y Polibio de Gioachino Rossini; y sus hijas Ester y Anna, quienes tuvieron carreras exitosas como cantantes de ópera. También fue el fundador y director de una compañía de ópera itinerante que actuó en Lisboa, Padua y Milán de 1806 a 1811. Entre sus composiciones se encuentran la ópera Didone con libreto de Pietro Metastasio, varios oratorios y tres colecciones de arias para voz y piano. Mombelli pasó sus últimos años enseñando canto en Bolonia, donde murió a la edad de 80 años, el 15 de marzo de 1835.